# Pinone di Pavullo
Il Pinone di Pavullo, così chiamato dagli abitanti della zona, è una pianta monumentale che si trova a Pavullo nel Frignano, un paese dell'Appennino modenese. Si tratta di un esemplare di Cedrus libani di un'età approssimativa di 180 anni. La sua circonferenza è 5,5 metri ed è alto 38 metri.  

## Storia
L'albero fu messo a dimora dal giardiniere tedesco Carlo Huller, che disegnò e realizzò il parco per il duca Francesco IV. Durante la Seconda Guerra Mondiale ha corso il rischio di essere abbattuto dai soldati tedeschi per ricavarne legna da ardere. Tuttavia venne salvato per volontà dell’allora podestà Ghibellini.
Nel febbraio 2015 il Pinone è stato pesantemente danneggiato da una forte nevicata, perdendo un terzo della chioma. La pianta è stata recuperata e ora si sta riprendendo grazie all'intervento di tecnici specializzati. Gli arboricoltori hanno sottoposto il Pinone a biostimolazione radicale, mediante l'inoculazione nel terreno di amminoacidi, biostimolanti e due tipi di funghi (micorrize e trichoderma) antagonisti di quelli dannosi.